# Code de l'énergie
Le code de l'énergie est un code juridique français officiel rassemblant différentes dispositions relatives au droit de l'énergie. 

## Élaboration
Dans le mouvement général de codification du droit français, la conception d'un code de l'énergie a été décidée dès 2005, avec l'habilitation du Gouvernement à adopter ce code par ordonnance dans la loi du 13 juillet 2005. Le périmètre du code est choisi le 7 avril 2006. Si un premier plan a été approuvé le 9 mars 2007, la rédaction du code est retardée durant toute l'année 2008. Ce retard est dû en particulier aux recouvrements partiels de périmètres avec deux autres codes, celui de l'environnement ainsi que le code minier, dont la refonte est prévue à la même époque, mais aussi à la question du nucléaire, le gouvernement ne souhaitant pas codifier les lois du 13 et du 28 juin 2006 touchant au secteur du nucléaire, que la commission supérieure de codification souhaitait voir intégrer dans des codes. À la suite d'un avis défavorable de la commission le 18 mars 2008, le gouvernement a tranché pour mettre finalement dans le code de l'environnement les dispositions sur les installations nucléaires, en admettant par ailleurs globalement les vues de la commission sur les rapports avec le code minier. 
Les parties législative et réglementaire du code de l'énergie sont donc à nouveau soumises à la commission le 7 avril 2009, mais la nouvelle mouture déplait à la commission, qui reproche notamment un conservatisme excessif dans les dispositions relatives à l'électricité, un plan qui rapproche trop les dispositions sur l'électricité et sur le gaz naturel, dont les situations juridiques tendent à s'éloigner, enfin de ne pas assez préparer les évolutions prévisibles, notamment celles induites par le paquet climat-énergie du droit de l'Union européenne. 
Le gouvernement a donc repris le texte, aboutissant à l'avis favorable de la commission pour les trois premiers livres du code le 17 novembre 2009. Une dernière séance de la commission supérieure de codification conduit à l'adoption du code le 23 mars 2010. 
La loi du 12 mai 2009 habilite à nouveau le Gouvernement à codifier la partie législative du droit de l'énergie ; mais entre-temps ont été adoptées les deux directives 2009/72 et 2009/73 dont la transposition a vocation à s'intégrer dans le nouveau code. Le Gouvernement obtient donc par la loi du 5 janvier 2011 une habilitation à transposer ces deux directives. Le texte final résulte donc de la version adoptée le 23 mars 2010 modifiée et complétée par la transposition des deux directives. Ce texte est soumis le 15 mars 2011 au conseil supérieur de l'énergie et le 14 avril 2011 devant l'assemblée générale du Conseil d'État. 
La partie législative du code de l'énergie est donc promulguée par l'ordonnance no 2011-504 du 9 mai 2011 et publiée au Journal officiel du 10 mai pour une entrée en vigueur le 1er juin 2011. Cette ordonnance a été ratifiée (et modifiée) par l'article 38 de la loi n°2013-619 du 16 juillet 2013 portant diverses dispositions d'adaptation au droit de l'Union européenne dans le domaine du développement durable.  
La partie réglementaire du code de l'énergie est créée par le décret n° 2015-1823 du 30 décembre 2015.
Le 22 août 2015, ce code intègre d'importantes modifications à la suite du vote de la Loi relative à la transition énergétique LOI n° 2015-992 du 17 août 2015 relative à la transition énergétique pour la croissance verte 

## Plan
Le livre Ier du code de l'énergie comprend des dispositions générales communes à plusieurs secteurs de l'énergie, même si cela conduit à y intégrer des dispositions spécifiques à l'électricité et au gaz. 
Le livre II regroupe des dispositions sur la maîtrise de l'énergie et sur les énergies renouvelables. 
Les livres III à VI traitent chacun un secteur de l'énergie. Enfin, le livre VII regroupe les dispositions sur les réseaux de chaleur et de froid tandis que le livre VIII porte sur celles relatives à l'hydrogène, dans la perspective de l'économie hydrogène. 
- Livre Ier : l'organisation générale du secteur de l'énergie
- Livre II : la maîtrise de la demande d'énergie et le développement des énergies renouvelables
- Livre III : les dispositions relatives à l'électricité
- Livre IV : les dispositions relatives au gaz
- Livre V : les dispositions relatives à l'utilisation de l'énergie hydraulique
- Livre VI : les dispositions relatives au pétrole, aux biocarburants et bioliquides
- Livre VII : les dispositions relatives aux réseaux de chaleur et de froid
- Livre VIII : les dispositions relatives à l'hydrogène.

## Codes en relation
- code de l'environnement
- code minier

## Textes remplacés
Parmi les textes remplacés par ce code, figurent la loi de 1919 relative à l'énergie hydraulique, la loi de 1946 sur la nationalisation de l'électricité et du gaz et plusieurs lois intervenues depuis 2001 sur la libéralisation de l'énergie et du gaz. 